# 존 플린
존 플린(John Flynn, 1932년 3월 14일 ~ 2007년 4월 4일)은 미국의 영화 감독, 각본가이다. 아웃핏, 롤링 썬더 등의 영화로 알려져 있다.
시카고에서 태어나 캘리포니아주 헤르모사비치에서 자랐다. 해안경비대에서 복무했다.

## 참여 작품
- 캘런 상사
- 예루살렘 필름
- 아웃핏
- 롤링 썬더
- 디파이언스 (1980년 영화)
- 터치드 (영화)
- 베스트 셀러 (1987년 영화)
- 탈옥 (1989년 영화)
- 복수무정 2
- 브레인스캔
- 프로텍션 (영화)